# 영희 (북위)
영희(永熙)는 중국 북위(北魏) 효무제(孝武帝)의 세 번째 연호이자 북위의 마지막 연호이다. 532년 12월에서 534년까지 2년 1개월 동안 사용하였다. 534년 7월, 효무제는 낙양(洛陽)을 탈출하여 장안(長安)의 우문태(宇文泰)를 의지하였다. 이에 낙양의 고환(高歡)은 10월에 효정제(孝靜帝)를 옹립하고 개원하였다. 이로써 동위(東魏)가 성립되었다. 효무제는 12월에 우문태에 의해서 살해되었으며, 535년 정월에 문제(文帝)를 옹립하고 개원하였다. 이것을 서위(西魏)의 성립으로 보며, 북위는 효무제의 사망과 함께 멸망한 것으로 본다.
같은 시기에 사용된 다른 연호로는 양(梁)에서 사용한 중대통(中大通 : 529년 ~ 534년), 동위(東魏)에서 사용한 천평(天平 : 534년 ~ 537년)이 있다.

## 개원
영흥(永興) 원년 12월 28일(533년 2월 7일)에 영희(永熙)로 개원함.

## 연대대조표
| 영희                | 원년                | 2년        | 3년             |
| 서력                | 532년               | 533년      | 534년           |
| 육십간지 (六十干支) | 임자(壬子)          | 계축(癸丑) | 갑인(甲寅)      |
| 양 (梁)             | 중대통 (中大通) 4년 | 5년        | 6년             |
| 동위 (東魏)         | -                   | -          | 천평(天平) 원년 |

## 삭일(1일)
| 영희 원년 (532년) | 1월             | 2월             | 3월             | 윤3월           | 4월             | 5월             | 6월             | 7월             | 8월             | 9월             | 10월            | 11월            | 12월            |
| ----------------- | --------------- | --------------- | --------------- | --------------- | --------------- | --------------- | --------------- | --------------- | --------------- | --------------- | --------------- | --------------- | --------------- |
| 삭일(음력)        | 병인일 (丙寅日) | 병신일 (丙申日) | 을축일 (乙丑日) | 을미일 (乙未日) | 갑자일 (甲子日) | 갑오일 (甲午日) | 계해일 (癸亥日) | 계사일 (癸巳日) | 임술일 (壬戌日) | 임진일 (壬辰日) | 신유일 (辛酉日) | 신묘일 (辛卯日) | 경신일 (庚申日) |
| 율리우스력        | 532년 1월 23일  | 2월 22일        | 3월 22일        | 4월 21일        | 5월 20일        | 6월 19일        | 7월 18일        | 8월 17일        | 9월 15일        | 10월 15일       | 11월 13일       | 12월 13일       | 533년 1월 11일  |
| 영희 2년 (533년)  | 1월             | 2월             | 3월             | 4월             | 5월             | 6월             | 7월             | 8월             | 9월             | 10월            | 11월            | 12월            |                 |
| 삭일(음력)        | 경인일 (庚寅日) | 기미일 (己未日) | 기축일 (己丑日) | 기미일 (己未日) | 무자일 (戊子日) | 무오일 (戊午日) | 정해일 (丁亥日) | 정사일 (丁巳日) | 병술일 (丙戌日) | 병진일 (丙辰日) | 을유일 (乙酉日) | 을묘일 (乙卯日) |                 |
| 율리우스력        | 533년 2월 10일  | 3월 11일        | 4월 10일        | 5월 10일        | 6월 8일         | 7월 8일         | 8월 6일         | 9월 5일         | 10월 4일        | 11월 3일        | 12월 2일        | 534년 1월 1일   |                 |
| 영희 3년 (534년)  | 1월             | 2월             | 3월             | 4월             | 5월             | 6월             | 7월             | 8월             | 9월             | 10월            | 11월            | 12월            | 윤12월          |
| 삭일(음력)        | 갑신일 (甲申日) | 갑인일 (甲寅日) | 계미일 (癸未日) | 계축일 (癸丑日) | 임오일 (壬午日) | 임자일 (壬子日) | 신사일 (辛巳日) | 신해일 (辛亥日) | 신사일 (辛巳日) | 경술일 (庚戌日) | 경진일 (庚辰日) | 기유일 (己酉日) | 기묘일 (己卯日) |
| 율리우스력        | 534년 1월 30일  | 3월 1일         | 3월 30일        | 4월 29일        | 5월 28일        | 6월 27일        | 7월 26일        | 8월 25일        | 9월 24일        | 10월 23일       | 11월 22일       | 12월 21일       | 535년 1월 20일  |

## 같이 보기
- 다른 왕조의 같은 연호
  - 서진(西晉) 영희(290년)
- 중국의 연호

| 이전 연호 영흥(永興) | 중국의 연호 북위(北魏) | 다음 연호 천평(天平) <동위(東魏)> 대통(大統) <서위(西魏)> |